# Sankt Michaelisdonn
Sankt Michaelisdonn er en by og kommune i det nordlige Tyskland, beliggende i Amt Burg-Sankt Michaelisdonn under Kreis Dithmarschen. Kreis Dithmarschen ligger i den sydvestlige del af delstaten Slesvig-Holsten.

## Geografi
Kommunen har et afvekslende landskab i overgangen mellem marsk og gest.